# Brice Tarvel
 (octobre 2018).
Brice Tarvel, de son vrai nom Jean Pol Laselle, né le 5 août 1946 à Reims, est un romancier - sous son pseudonyme Tarvel ou celui de François Sarkel - et un scénariste de bande dessinée français.

## Biographie
Brice Tarvel, s'intéressant depuis sa jeunesse à la littérature populaire et fantastique, reçoit les influences d'Henri Vernes et Jean Ray ainsi que de la série Bob Morane.
Il écrit des textes  dans le registre fantastique, qu'il commence par éditer lui-même (Necronomicon, un seul numéro en septembre 1972, avec une couverture de son ami rémois Patrice Sanahujas) avant de les faire publier dans d'autres fanzines et revues : Le Fulmar, Creepy...

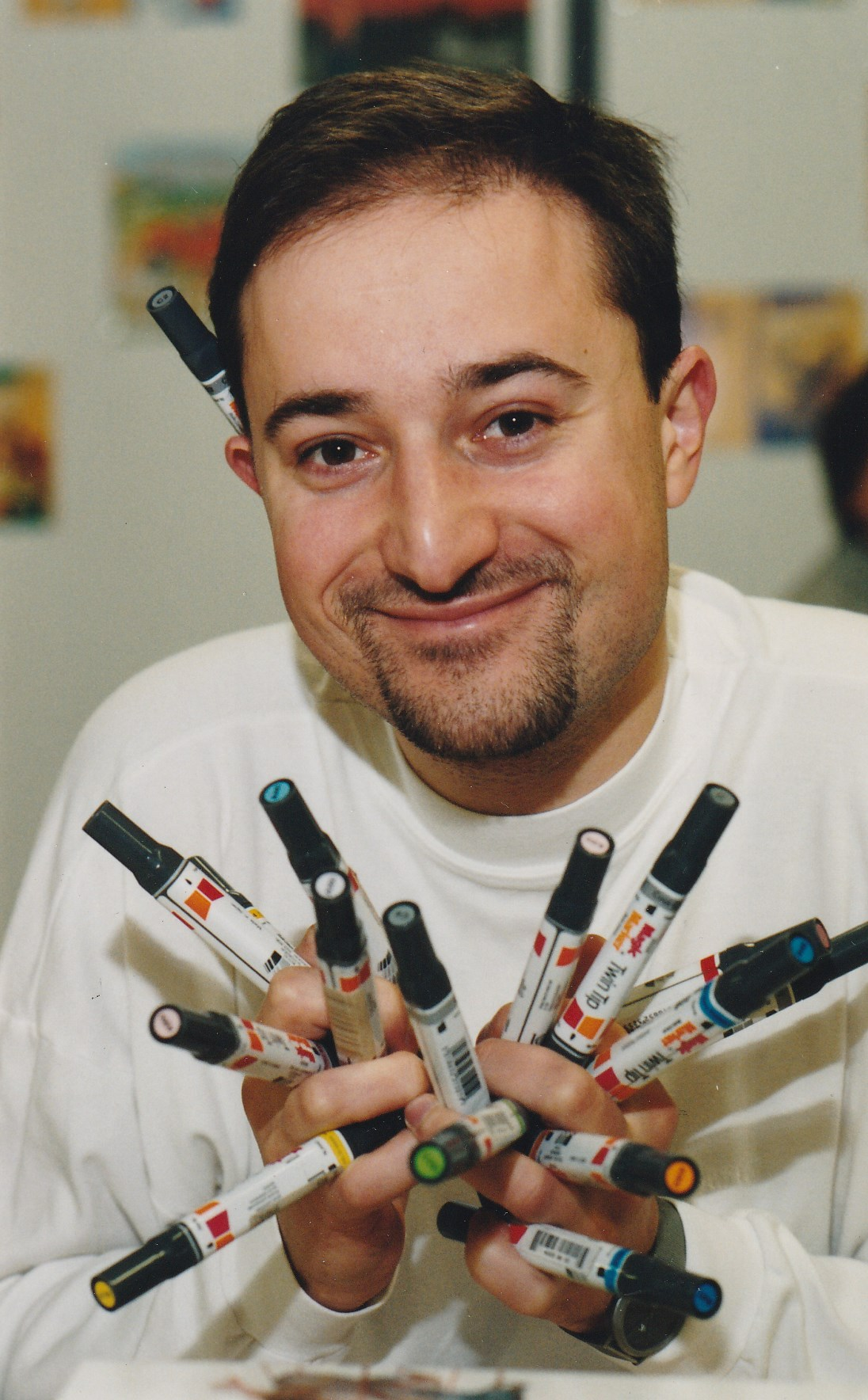
Brice Tarvel au Festival international de géographie en 2000.

Aux alentours de 1978 ou 1979, sous son vrai nom, ses scénarios sont illustrés par le même Patrice Sanahujas dans la revue Djin des éditions Fleurus. Il est aussi édité dans d'autres revues enfantines, telles Okapi ou Fripounet, notamment sur des dessins de André Juillard. Il participe, sous le pseudonyme de Roseline Joncel, à des nouvelles dans Nous Deux. Il possède de nombreux autres pseudonymes dont François Dargny, Nicolas Olsagne, François Barrol, Jean Vorn, Réal Deham, Laurent Galmor, Luc Norin, ...
Après s'être tourné un temps exclusivement vers le roman, Brice Tarvel  revient à la bande dessinée au début des années 1990. Il scénarise des séries qui paraissent en albums et travaille alors Édouard Aidans, Christian Verhaeghe, Mohamed Aouamri. Dans les années 1990, il publie des romans noirs, de science-fiction, d'aventure et de gore, chez Fleuve noir, Trash, Vaugirard ou Rivière blanche. Il utilise essentiellement pour l'occasion le pseudonyme François Sarkel.
À l'approche des années 2010, il s'oriente vers le format de la nouvelle et fait paraître les Dossiers secrets de Harry Dickson. Ses nouvelles sont également publiées dans des recueils thématiques, chez Rivière Blanche et Lune Ecarlate notamment, et dans des revues comme Galaxies.
Depuis 2014, il est un des auteurs qui prennent la suite d'Henri Vernes sur le personnage de Bob Morane.

## Œuvre

### Bandes dessinées
- Arkan, dessins d'Édouard Aidans, Le Vaisseau d'Argent

1. L'Écume du diable, 1990  (ISBN 2-87757-017-7)

- Boogy & Rana, dessins de Fabien Rypert, Cœur de Loup (tomes 1 à 3) puis Éditions Joker

1. L'Étang qui rétrécissait, 1996  (ISBN 2-911683-01-3)
2. Les Souris vertes, 1998  (ISBN 2-911683-08-0)
3. Le Secret des Ouaouarons, 2000  (ISBN 2-911683-15-3)
4. La Fièvre du samedi soir, 2002  (ISBN 2-872651-65-9)

- Les Contes de Mortepierre, dessins de Christian Verhaeghe, Soleil Productions

1. Florie, 2004  (ISBN 2-84565-948-2)
2. La Nuit des chauves-souris, 2006  (ISBN 2-84565-948-2)

- La Couronne de foudre, dessins de Serge Fino, Soleil Productions

1. La Louve blessée, 2001  (ISBN 2-84565-160-0)[1]

- Les Mangeurs de foudre, dessins de Steve Cuzor, Soleil Productions

1. Le Ventre des Ténèbres, 1996  (ISBN 2-87764-445-6)

- Les Robinsons d'outre-monde, dessins de Didier Pagot, Cœur de Loup

1. La forêt de nulle part, 1998  (ISBN 2-911683-09-9)

- Mortepierre, dessins de Mohamed Aouamri (tomes 1 à 4) puis Rafa Garres, Soleil Productions, collection Soleil de Nuit

1. La Chair et le soufre, 1995  (ISBN 2-87764-325-5)
2. Les Guerriers de rouille, 1998  (ISBN 2-87764-741-2)
3. La Mangeuse de Lune, 1999  (ISBN 2-87764-909-1)
4. Le Sceau de l'ogre, 2002  (ISBN 2-84565-040-X)
5. Le Carnaval funèbre, 2005  (ISBN 2-84565-996-2)

- Sylve, dessins de Mohamed Aouamri, Le Vaisseau d'Argent (tome 1) puis Arboris

1. Le Peuple des racines, 1990  (ISBN 2-87757-019-3)
2. Le Voyage vertical, 1993  (ISBN 9-03441-016-1)
3. Le Seigneur des écorces, 1998  (ISBN 9-03441-049-8)

- Les Traîne-ténèbres, dessins de Peter Nielsen (tomes 1 à 3) puis de Christian Verhaeghe, Soleil Productions

1. Le Paladin, le gueux et la sorcière, 1999  (ISBN 2-87764-920-2)
2. Les Dents du dragon, 2000  (ISBN 2-84565-016-7)
3. Le Pays des montagnes sans nom, 2001  (ISBN 2-84565-175-9)
4. La Forêt hurlante, 2002  (ISBN 2-84565-222-4)

- Harry Dickson, dessins de Christophe Alvès, Grand West, collection Grand West BD

1. La maison borgne, 07/2014  (ISBN 979-1-09-146846-6)

### Romans
- Dépression, Éditions Fleuve noir
- La Chair sous les ongles, Éditions Vaugirard - Collection Gore (sous le nom de François Sarkel). — Réédition Rivière Blanche - Collection Noire no 51, 2013  (ISBN 978-1-61227-187-3) (sous le nom de Brice Tarvel).
- Silence rouge, Éditions Fleuve Noir - Collection Angoisses ; réédition revue par l'auteur, Éditions Trash - Collection Trash
- Charogne tango, Éditions Trash - Collection Trash
- Les Aventures d'Arnaud Stolognan

1. La Vallée truquée, Éditions Fleuve Noir - Collection Aventures et Mystères
2. Les Chasseurs de chimères, Éditions Fleuve Noir - Collection Aventures et Mystères
3. Destination cauchemar, Éditions Black Coat Press - Collection Rivière Blanche

- Le Bal des Iguanes, Éditions Atelier de Presse – Collection Atelier Noir
- Les Dossiers secrets de Harry Dickson, Éditions Malpertuis - Collection Absinthes, éthers, opiums

1. La Main maléfique - L'Héritage de Cagliostro, 05/2009  (ISBN 978-2-917035-08-5)
2. La Confrérie des hommes griffus - La Maison du pluvier, 11/2010  (ISBN 978-2-917035-15-3)
3. Le Gouffre des ombres - Le Jardin des mandragores, 02/2012  (ISBN 978-2-917035-24-5)
4. Le polichinelle d’argile - La chambre effroyable, 12/2014  (ISBN 978-2-917035-35-1)

- Nuz Sombrelieu, Éditions Le Carnoplaste (fascicules)

1. Les Prisonnières du silence, 10/2010  (ISBN 978-2-35790-013-4)
2. La Nuit sinueuse, 01/2012  (ISBN 978-2-35790-017-2)
3. Les mégères de Novembre (à paraître)

- Histoire du système solaire en 1920, Éditions Le Carnoplaste (fascicules)

1. Pluie de plomb sur Pluton, 04/2015  (ISBN 978-2-35790-037-0)

- Ceux des eaux mortes, Éditions Mnémos - Collection Dédales

1. L’Or et la toise
2. Au Large des vivants

- Morgane, Éditions Les Lucioles

1. Le Démon du grenier
2. Le Château des somnambules

- Une camionnette qui servait de volière, OVNI Éditeur
- Bob Morane, Éditions Ananké

1. La Forteresse des nuages (Nouvelle)
2. Le Murmure des ombres (Roman)
3. Brutux (Nouvelle)
4. Opération Chronos (Roman)
5. Le Syndrome du pharaon (Nouvelle)
6. L'Idole viking (Nouvelle)

- Pierre-fendre, Les Moutons électriques, 2017  (ISBN 978-2-36183-361-9)
- Astar Mara : les chemins d'eau, Les Moutons électriques, 2019  (ISBN 978-2-36183-580-4)

## Récompense
- Prix jeunesse 7-8 ans au Festival d'Angoulême 1997 pour le premier tome de Boogy et Rana  (L'Étang qui rétrécissait).